# Automobiles Bi-Moteurs Émile Desmoulins
Automobiles Bi-Moteurs Émile Desmoulins war ein französischer Hersteller von Automobilen.

## Unternehmensgeschichte
Émile Desmoulins gründete 1920 das Unternehmen in der Rue Merlin 38 in Paris zur Produktion von Automobilen. Der Markenname lautete Desmoulins. 1923 endete die Produktion.

## Fahrzeuge
Das Modell Sport war mit zwei Vierzylinder-Einbaumotoren von Ballot mit 1131 cm³ und 1590 cm³ Hubraum ausgestattet. Daneben gab es einen Kleinwagen mit zwei Einzylindermotoren. Das gewöhnliche Modell Tourisme hatte dagegen nur einen Vierzylindermotor von Ballot. Zur Wahl standen Motoren der französischen Steuer-PS-Klassen 8 CV, 12 CV und 20 CV.